# Валуа, Анье-Мари
Анье Сесиль Мари-Мадлен Валуа (фр. Agnès Cécile Marie-Madeleine Valois, 30 июня 1914 — 19 апреля 2018), также известная как Сестра Анье-Мари — французская католическая религиозная сестра и медсестра. Она стала известна как «Ангел Дьеппа» за свои героические усилия по уходу за солдатами во время катастрофической битвы за Дьеп во Второй мировой войне. За это она была награждена Францией и Канадой. Будучи сестрой-августинкой, перед войной она прошла обучение на хирургическую медсестру. Она умерла 19 апреля 2018 года в возрасте 103 лет в монастыре недалеко от Дьепа, Франция.

## Ранние годы
Валуа родилась в Руане в 1914 году. У её дедушки Жюля Валуа была верёвочная фабрика в Нотр-Дам-де-Бондвиль, которую унаследовал её отец Гастон. Сегодня это музей.

## Карьера
Валуа поступила в монастырь Hôtel-Dieu de Rouen канонисс Святой Августины Милосердия Иисуса в 1936 году, где она начала жить в 1937 году как сестра Маргарита-Мари. Она дала временный обет стать религиозной сестрой в 1938 году и постоянную торжественную клятву в 1941 году. По образованию медсестра, она работала в военном отделении с 1936 по 1938 год, а затем в хирургическом отделении, где в конечном итоге специализировалась на анестезии.
В 1942 году Руан стал частью оккупированной немцами территории во Франции, и Отель-Дьё находился под немецким контролем. 19 августа 1942 года около 6100 солдат союзников, большинство из которых были канадцами, но также некоторые британцами и американцами, атаковали порт Дьеп. Атака сразу провалилась, и около 3300 человек погибли или попали в плен, многие из них были тяжело ранены. Валуа была среди 10 медсестёр-августинок, которые ухаживали за ранеными солдатами сначала на пляже, а затем в госпитале Отель-Дьё. Её действия и поведение сделали её частью канадских военных преданий, поскольку после войны ходили несколько историй и легенд о проявлении её мужества и сострадания. Её прозвали «Ангел Дьепа» и «L’ange blanc» (Белый ангел).
Ветеран рейда Харди Уиллер из шотландского полка Эссекса и Кента описал Валуа как «известную тем, что противостояла немецким солдатам; они приставляли к ней пистолет, чтобы первой оказывали помощь раненым немцам, но она просто смотрела на всех как на равных — независимо от звания, независимо от нации, независимо от того, кто или что вы, она лечила тех, кто больше всего нуждался в помощи».
Валуа обычно описывала то, чему она была свидетелем, словами: «Это была не война, это была резня».
После войны Валуа стала администратором здравоохранения. Когда Отель-Дьё в Руане закрылся в 1968 году, Валуа переехала жить в монастырь Сент-Мари де Тибермон в Мартен-Эглиз, где она взяла имя сестра Анье-Мари. Она умерла в монастыре 19 апреля 2018 года в возрасте 103 лет.

## Награды и почести
Валуа стала дамой Французского национального ордена «За заслуги» в 1992 году, а также дамой, а затем и офицером ордена Почётного легиона в 1996 году. В 2009 году она была награждена медалью за заслуги по гражданским делам Канады. В 2012 году она получила ключ от города Уинсор во время мероприятия, посвящённого 70-летию битвы за Дьеп.
Столетие со дня рождения Валуа отметил город Дьеп. Среди гостей были мэр Дьепа, мэры близлежащего английского города Ньюхейвен и представители Канады.